# Morattab
Morattab Khodro bzw. Morattab Industrial Manufacturing Co. ist ein iranischer Hersteller von Kraftfahrzeugen mit Sitz in Teheran.

## Geschichte
1962 begann die Produktion von Automobilen. Der Markenname lautet Morattab. 2000 entstanden 616 Personenkraftwagen, im Folgejahr 337 und 2002 688. Für 2003 sind 1369 Pkw und 223 Pick-ups überliefert.

## Fahrzeuge
Im Angebot stehen Geländewagen nach Lizenz von Land Rover. Zur Wahl stehen Kombis mit zwei und vier Türen sowie Pick-ups. Die Fahrzeuge haben Allradantrieb. 1999 erschien die überarbeitete Ausführung Pazhan. Dafür ist ein Motor mit 2400 cm³ Hubraum und 78 kW Leistung überliefert und für die Folgejahre ein V6-Motor mit 3000 cm³ Hubraum und rund 120 kW Leistung. Nach einer Meldung der Birmingham Post soll das Modell auch nach der Einstellung des originalen Land Rover Defender weiter produziert werden. Die Produktion des Pazhan wurde 2016 eingestellt.
Seit 2003 wird auch der SsangYong Musso gefertigt. Das Unternehmen selbst nennt zusätzlich den SsangYong Rexton.